# Meike de Vlas
Geertruida Akke (Meike) de Vlas (Hollum, 5 september 1942 – Oslo, 8 oktober 2022) was een Nederlands roeister.

## Levensloop
Meike de Vlas werd geboren op Ameland. Ze roeide al vanaf haar veertiende. Toen ze in Groningen fysiotherapie ging studeren, besteedde ze meer aandacht aan het roeien bij roeivereniging De Hunze. Ze roeide onder andere in de dubbel vier in Londen (1961), Ze stapte over naar de skiff met wedstrijden in Berlin-Grünau,  Moskou en op de Bosbaan in Amsterdam.
Op 18 januari 1963 nam ze deel aan de Elfstedentocht. Geen van de deelnemende vrouwen haalde de finish, maar De Vlas kwam tot aan Vrouwbuurtstermolen en staat te boek als de beste vrouw. In 2025 onderzocht vereniging De Friesche Elf Steden op basis van nieuwe filmbeelden of het echter niet Annigje van Dijk-Bajema was die de tocht het verst had uitgereden.
Ze nam deel aan de Europese kampioenschappen roeien in 1963. Op de Europese kampioenschappen roeien in 1964 in Amsterdam won De Vlas, als eerste Nederlandse vrouw, zilver in de skiff.

## Palmares

### roeien (skiff)
- 1962: 5e EK in Berlijn
- 1963: EK in Moskou
- 1964:  EK in Amsterdam

## Persoonlijk
De Vlas was dochter van Elisabeth Kooij en dierenarts Bertus de Vlas. De Vlas trouwde met de Nederlandse roeier Hadriaan van Nes en verhuisde met hem rond 1971 naar Noorwegen. Zij kregen vier dochters. Dochter Eeke van Nes won medailles op de Olympische Spelen van 1996 en 2000.
Ook buiten het roeien was ze sportief. Ze fietste minstens achttien keer de Birkebeierrittet (mountainbike) en zeilde na een echtscheiding de Atlantische Oceaan (1995-1996) over. Na haar actieve carrière wendde ze zich weer tot de fysiotherapie; had in totaal 42 jaar ervaring in die tak van zorg. Ze bleef echter jarenlang lid van de Norske Studenters Roklub; in de eerste jaren mocht dat (eigenlijk) niet omdat ze vrouw was, ze was toen lid van OSR in Oslo.
Meike de Vlas overleed op 80-jarige leeftijd aan kanker.